# Český rozhlas Plus
Český rozhlas Plus je celoplošná stanice Českého rozhlasu mluveného slova, zaměřená na analytickou publicistiku. Vznikla v roce 2013, kdy nahradila trojici stanic Český rozhlas 6, Rádio Česko a Leonardo. Od roku 2022 je šéfredaktorem stanice Josef Pazderka.
Příznivci stanice se sdružují v Klubu rozhlasové analytické publicistiky. K prvnímu čtvrtletí roku 2023 stanici denně poslouchalo 144 tisíc posluchačů.

## Historie
Stanice začala vysílat 1. března 2013. Sloganem stanice se stalo sousloví Víc než informace. Rada Českého rozhlasu doporučila 27. března 2013 (necelý měsíc po zahájení vysílání) Českému rozhlasu Plus rozšířit dobu vysílání této stanice z dosavadních 16.00–24.00. Stanice proto od 3. června vysílala živě moderované zpravodajské relace v délce 10 minut od 7.00. Pořady byly ale od 0.00 do 16.00 stále reprízami vysílání předchozího dne, premiéry začínaly až v 16.00. Od 3. června 2013 Plus začal vysílat 24 hodin denně na DVB a DAB, do té doby se dělil o pozici s ČRo Jazz.
Od 2. ledna 2014 ČRo Plus začal živě vysílat i ranní proud od 6.00 do 10.00. V tomto čase program Plusu přebírala na velmi krátkých vlnách i pražská stanice Český rozhlas Regina. Regina od stejného data přebírala vysílání Plusu i v čase 17.00 až 20.00.
Od 2. listopadu 2015 začal vysílat ČRo Plus živě na VKV frekvencích 24 hodin denně 7 dní v týdnu se zprávami každých 30 minut. Tzv. proudové vysílání běží od 6.00 do 18.00. Novým sloganem se stalo sousloví Když chcete vědět víc.
1. března 2016 vystřídal Alexandra Píchu na pozici šéfredaktora Ondřej Nováček.
Od 25. března 2017 začal ČRo Plus vysílat nový pořad Vyzyvatelé. Studenti vysokých škol v něm vyzývali své učitele do vědomostní soutěže před publikem. Od 10. dubna 2017 ČRo Plus rozšířil vysílání dopravního zpravodajství na všední dny od 6.00 do 18.00 hodin. 3. května 2017 byly zveřejněny výsledky průzkumu Radioprojekt, podle nichž množství posluchačů ČRo Plus poprvé přesáhlo hranici 100 tisíc týdně (ve IV. čtvrtletí 2016 a I. čtvrtletí 2017). 18. května 2017 začal ČRo Plus vysílat z rekonstruovaných studií, která jsou více pojata jako televizní. Přenáší z nich některé pořady živě ve full HD videu přes Facebook a YouTube.
V roce 2020 bylo vysílání částečně omezeno, zpravodajské relace byly společné s Radiožurnálem, vznikly speciální formáty věnující se pandemii, například Koronavirus s Janem Konvalinkou. Ukončeno bylo vysílání části pořadů jako Radiofórum či Den podle…. Pravidelný čas dostal dlouholetý pořad z ČRo Dvojka Jak to vidí…. 31. prosince 2021 bylo ukončeno vysílání stanice Plus na středních vlnách.
Prvním šéfredaktorem stanice byl Daniel Raus, který předtím až do konce vysílání vedl také ČRo 6. K 1. srpnu 2015 byl šéfredaktorem jmenován Alexandr Pícha, který dostal za úkol rozšířit program vysílání v souvislosti se vstupem do sítě VKV. Od března 2016 zastával funkci šéfredaktora Ondřej Nováček a od března 2018 do září 2022 byl ve funkci Petr Šabata. K 1. říjnu 2022 se šéfredaktorem stanice stal Josef Pazderka.

## Lidé
Na Českém rozhlase Plus působí či působila řada novinářských osobností. Patří k nim:
- Barbora Tachecí (pořady Den podle Barbory Tachecí, Osobnost Plus, Koronavirus s Janem Konvalinkou)
- Světlana Witowská (Osobnost Plus)
- Petr Šimůnek (Den podle Petra Šimůnka, Řečí peněz)
- Jan Bumba (Ranní Plus, Dopolední Plus, Interview Plus)
- Veronika Sedláčková (Pro a proti, Interview plus)
- Ivan Hoffman (komentáře v Ranním Plusu, Názory a argumenty)
- Vladimír Kroc (Hlavní zprávy, Hovory, Jak to vidí…)
- David Šťáhlavský (Hovory, Magazín Leonardo, Leonardo Plus)
- Martina Mašková (moderuje pořady pořady Laboratoř a Den podle)
- Ivan Studený (dramaturg dokumentů)[10]
- Renata Kalenská (Pro a proti; odešla v prosinci 2016)
- Lída Rakušanová (Názory a argumenty)
- Zita Senková (Jak to vidí…)
- Petr Nováček (Názory a argumenty a další)
- Jan Burda (Ranní Plus, Odpolední Plus )
- Ivana Chmel Denčevová (Jak to bylo doopravdy a jiné)
- Lenka Kabrhelová, Matěj Skalický (Vinohradská 12)

## Distribuce signálu
Platformami, na které stanice vysílá, jsou VKV, internet, digitální televizní sítě (DVB-T2, DVB-S2, DVB-C), digitální rádio DAB+ a aplikace pro mobilní telefony. Od 2. listopadu 2015 stanice vysílá s rozšířeným programem na VKV.
| Město/Oblast      | Frekvence |
| ----------------- | --------- |
| Čechy             | 12C DAB+  |
| Morava a Slezsko  | 12D DAB+  |
| Liberec           | 91,3 MHz  |
| Blansko           | 91,5 MHz  |
| Praha             | 92,6 MHz  |
| Brno              | 92,6 MHz  |
| Litoměřice        | 92,6 MHz  |
| Mariánské Lázně   | 89,7 MHz  |
| Plzeň             | 93,3 MHz  |
| Klatovy           | 93,5 MHz  |
| Ústí nad Labem    | 93,9 MHz  |
| Cheb              | 94,1 MHz  |
| Jihlava           | 95,4 MHz  |
| Strakonice        | 95,7 MHz  |
| Karlovy Vary      | 97,8 MHz  |
| Sušice            | 97,9 MHz  |
| Prachatice        | 98,0 MHz  |
| Český Krumlov     | 98,2 MHz  |
| Jindřichův Hradec | 99,5 MHz  |
| Děčín             | 100,8 MHz |
| Jevíčko           | 101,5 MHz |
| Trutnov           | 101,9 MHz |
| Teplice           | 103,6 MHz |
| Příbram           | 103,6 MHz |
| Olomouc           | 107,2 MHz |
| Bruntál           | 105,8 MHz |
| Jeseník           | 102,5 MHz |
| Javorník          | 90,7 MHz  |
| Vsetín            | 93,1 MHz  |
| Krnov             | 97,5 MHz  |
| České Budějovice  | 98,0 MHz  |
| Benešov           | 104,0 MHz |
| Vlašim            | 91,0 MHz  |
| Šumperk           | 101,5 MHz |
| Písek             | 106,0 MHz |
| Sokolov           | 88,6 MHz  |
| Nový Bor          | 96,5 MHz  |
| Aš                | 100,6 MHz |
| Opava             | 103,4 MHz |
| Ostrava           | 91,8 MHz  |
| Zlín              | 101,8 MHz |
| Uherské Hradiště  | 92,6 MHz  |
| Valašské Klobouky | 106,3 MHz |
| Svitavy           | 103,2 MHz |